# 千葉薬品
株式会社千葉薬品（ちばやくひん、英: CHIBAYAKU GROCERIES,inc.）は、千葉県千葉市中央区に本社を置きドラッグストアチェーンを展開する企業。『ヤックスドラッグ』や、『スーパーマーケットヤックス』、『アタック5』などを展開している。

## 概要
1960年（昭和35年）に、創業者の齊藤茂昭により小規模薬局として創業した。現在では薬局（ヤックスドラッグ）以外にも、アウトドア用品（釣具）店（アタック5）や介護用品専門店の運営も行っている。グループ会社として京葉商事などがある。なお、ブランド名の『ヤックス（yac's）』とは「ヤング・アンド・クリーン（"young and clean"）」の頭文字を取ったものであり、「いつまでも若々しく、安全で快適に暮らすための商品やサービスを提供する」という経営理念を表している。

## 沿革
- 1960年（昭和35年）9月15日 - 斉藤茂昭が現在の千葉市中央区富士見で医薬品や雑貨の販売を開始[1]。
- 1961年（昭和36年）11月 - 千葉薬品を法人化。
- 1965年（昭和40年）10月 - 現在の千葉市若葉区大宮町に食品スーパーを開店。30坪型。
- 1978年（昭和53年）8月 - 従来のチバヤクからヤックスへ店名を変更[1]。
- 1980年（昭和55年）4月 - アウトドア用品専門の「アタック5」のチェーン化開始。
- 1987年（昭和62年）10月 - 千葉薬品共栄会発足。
- 1990年（平成2年）10月 - 佐倉市にヤックスドラッグ佐倉店を開店。
- 1991年（平成3年） - 「雅客超級市場」（雅客とはヤックスの当て字）の名称で80年代に進出していた台湾でのスーパー3店舗を香港資本の地場スーパーチェーン・ウエルカムに売却。
- 1997年（平成9年）4月 - 星久喜物流センター稼働。
- 2000年（平成12年）7月 - ヤックス上茂原介護支援センターを開設。
- 2001年（平成13年）12月 - 花見川区検見川町に初のデイサービスセンターを開設。
- 2013年（平成25年）10月 - 本部を、千葉県千葉市中央区問屋町１-35 ポートサイドタワー28階 に移転[4]。

## 関連会社
- 株式会社 ヤックスケアサービス
- 株式会社 フロンティアファーマシー
- 株式会社 マニトバ
- 株式会社 京葉商事
- 有限会社 ヤックス物流センター
- 株式会社 千葉ビジネスサポート